# Pristipomoides
Pristipomoides là một chi cá biển trong họ Cá hồng. Chi này được lập ra bởi Pieter Bleeker vào năm 1852.

## Từ nguyên
Hậu tố oides trong tên gọi của chi trong tiếng Latinh có nghĩa là "tương đồng", tức giống với chi Pristipoma (đồng nghĩa với Pomadasys, khi đó còn được coi là cùng họ với nhau), nhưng khác biệt ở chỗ không có lỗ nhỏ ở hàm dưới và vây đuôi đầy vảy.

## Các loài
Hiện hành có 12 loài được ghi nhận các loài trong chi này:
- Pristipomoides amoenus Snyder, 1911[3]
- Pristipomoides aquilonaris (Goode & Bean, 1896)
- Pristipomoides argyrogrammicus (Valenciennes, 1832)
- Pristipomoides auricilla (Jordan, Evermann & Tanaka, 1927)
- Pristipomoides filamentosus (Valenciennes, 1830)
- Pristipomoides flavipinnis Shinohara, 1963
- Pristipomoides freemani Anderson, 1966
- Pristipomoides macrophthalmus (Müller & Troschel, 1848)
- Pristipomoides multidens (Day, 1871)
- Pristipomoides sieboldii (Bleeker, 1855)
- Pristipomoides typus Bleeker, 1852
- Pristipomoides zonatus (Valenciennes, 1830)

## Phân bố
Có 3 loài sống ở Tây Đại Tây Dương (P. aquilonaris, P. freemani, P. macrophthalmus), còn lại được phân bố trải dài trên khắp khu vực Ấn Độ Dương - Thái Bình Dương, riêng P. sieboldii còn được tìm thấy ở ngọn núi ngầm Seamount phía đông nam Đại Tây Dương.
Các loài Pristipomoides được tìm thấy ở độ sâu tương đối lớn, từ vài chục cho đến ít nhất là 650 m.

## Sinh thái
Thức ăn của Pristipomoides là những loài cá nhỏ, động vật giáp xác và động vật thân mềm. Tuổi thọ lớn nhất được biết đến ở chi này là 44 năm tuổi, thuộc về P. filamentosus.
P. multidens là loài cá hồng đầu tiên được báo cáo là có tình trạng liên giới tính, trong đó tuyến sinh dục của một con cá đực chứa các tế bào trứng đa ngăn nằm rải rác trong mô tinh hoàn.

## Thương mại
Hầu hết Pristipomoides là những loài cá thực phẩm có tầm quan trọng về mặt thương mại ở khu vực phân bố của chúng. Một số loài được đánh giá là có thịt ngon và chất lượng.